# Gaudi (cràter)
Gaudí és un cràter d'impacte en el planeta Mercuri de 81 km de diàmetre. Porta el nom de l'arquitecte català Antoni Gaudí i Cornet (1852-1926), i el seu nom va ser aprovat per la Unió Astronòmica Internacional el 2012.